# رافائيل أونيديكا
رافائيل أونيديكا (مواليد 19 أبريل 2001) هو لاعب كرة قدم نيجيري يلعب في مركز خط الوسط في نادي كلوب بروج.

## روابط خارجية
- رافائيل أونيديكا على موقع الاتحاد الأوربي (الإنجليزية)
- رافائيل أونيديكا على موقع قاعدة بيانات كرة القدم.إي يو (الإنجليزية)
- رافائيل أونيديكا على موقع ليكيب (الفرنسية)
- رافائيل أونيديكا على موقع ناشيونال فوتبول تيمز (الإنجليزية)
- رافائيل أونيديكا على موقع Soccerway.com (الإنجليزية)
- رافائيل أونيديكا على موقع عالم كرة القدم.نت (الإنجليزية)